# Justin Harper
Justin Harper (ur. 30 sierpnia 1989 w Richmond) – amerykański koszykarz, występujący na pozycji skrzydłowego, obecnie zawodnik Kioto Hannaryz.
18 września 2015 podpisał umowę z klubem Brooklyn Nets, a następnie został zwolniony jeszcze przed rozpoczęciem sezonu 2015/16. 24 lutego 2016 roku podpisał 10-dniową umowę z klubem Detroit Pistons, na następnie 5 marca kolejną. 15 marca Pistons zdecydowali się nie przedłużać z nim umowy do końca sezonu. 2 dni później został pozyskany przez Los Angeles D-Fenders i jeszcze tego samego wieczoru wziął udział w przegranym (110–101) spotkaniu z Idaho Stampede, podczas którego zanotował 14 punktów, 2 zbiórki oraz 2 przechwyty w 35 minut.
3 marca 2017 podpisał 10-dniowy kontrakt z Philadelphia 76ers. Po upłynięciu umowy został ponownie zatrudniony przez Los Angeles D-Fenders. 27 lipca 2017 został zawodnikiem francuskiego ASVEL Lyon-Villeurbanne Basket.

## Osiągnięcia
Stan na 30 września 2020, na podstawie, o ile nie zaznaczono inaczej.
NCAA
- Uczestnik turnieju NCAA (2010, 2011)
- Mistrz turnieju konferencji Atlantic 10 (2010)
- Zaliczony do I składu:
  - Atlantic 10 (2011)
  - turnieju Atlantic 10 (2011)

D-League
- Wicemistrz D-League (2016)[10]
- Uczestnik meczu gwiazd D-League (2016, 2017)[11]

NBA
- Zaliczony do składu Honorable Mention podczas letniej ligi NBA (2012)